# لان (رود)
لان رودی است به راین می‌ریزد. این رود از کشور آلمان می‌گذرد.